# 新巴甫利夫卡 (扎哈里夫卡市鎮)
47°23′46″N 29°44′26″E / 47.39611°N 29.74056°E
新巴甫利夫卡（烏克蘭語：Новопавлівка）是位於烏克蘭西南部的村莊，由敖德萨州羅茲季利納區的扎哈里夫卡市鎮負責管轄。該村始建於1791年，面積0.51平方公里，海拔高度74米，2001年人口209，人口密度每平方公里409.8人。